# Sarkoidoza
Sarkoidoza, choroba Besniera-Boecka-Schaumanna (łac. sarcoidosis) – choroba układu odpornościowego charakteryzująca się powstawaniem ziarniniaków (małych grudek zapalnych), które nie podlegają martwicy. Praktycznie każdy organ może być nią dotknięty, chociaż najczęściej pojawia się w węzłach chłonnych i płucach. Objawy mogą się pojawić nagle, ale najczęściej postępują stopniowo. W obrazie rentgenowskim płuc sarkoidoza może przypominać gruźlicę lub chłoniaka.

## Epidemiologia

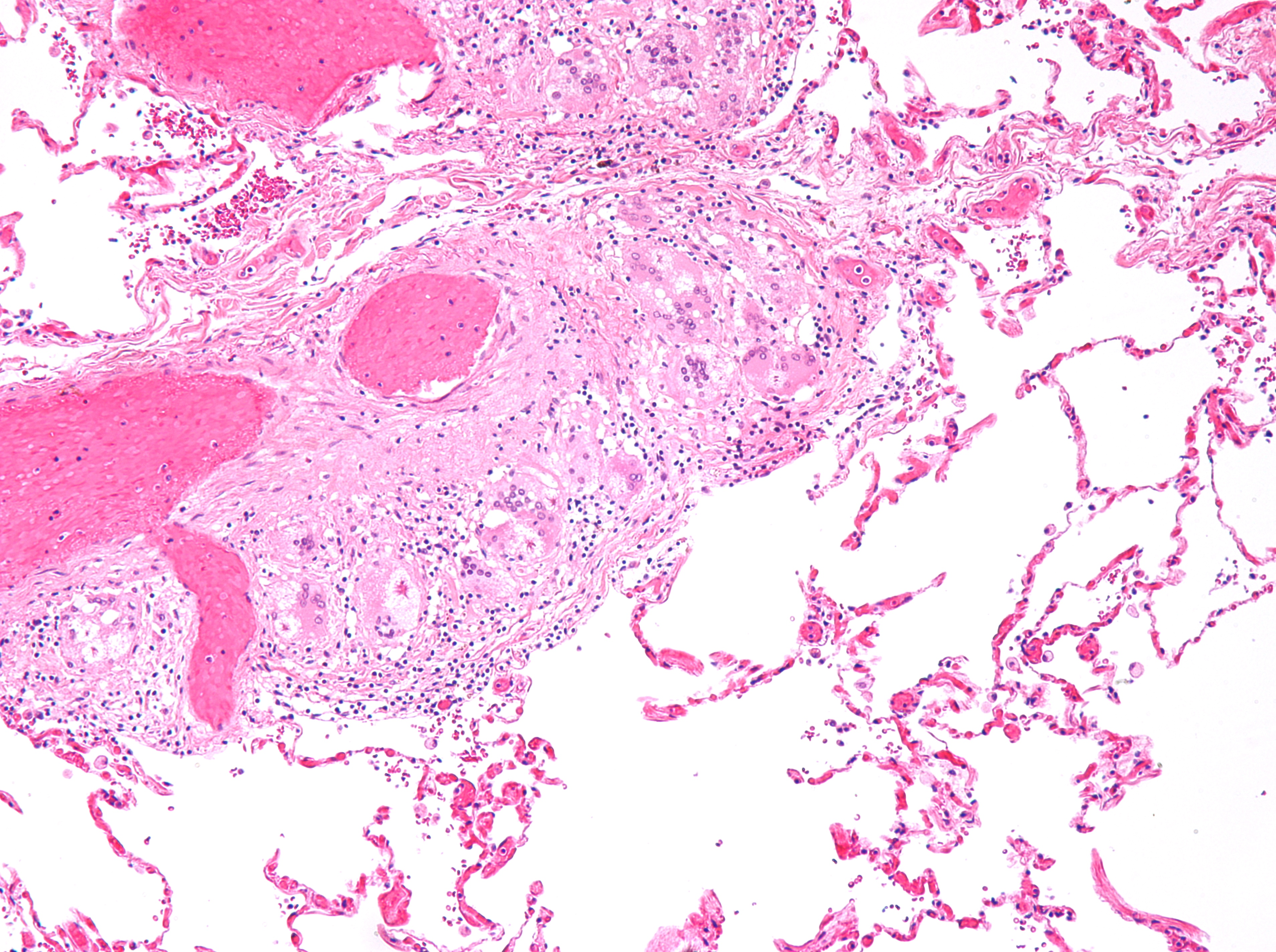
Ciałka gwiaździste widoczne w tkance płucnej osoby chorej na sarkoidozę. Barwienie hematoksyliną i eozyną.

Sarkoidoza występuje najczęściej u młodych dorosłych osób obu płci, z niewielką przewagą zapadalności u kobiet, co wykazała większość badań. Zapadalność jest najwyższa w grupie osób młodszych niż 40 lat, a szczyt zachorowań przypada na 20-29 lat.
Sarkoidoza występuje na świecie u wszystkich ras z chorobowością wynoszącą 1-40 na 100 000 ludzi. Choroba jest najszerzej rozpowszechniona w krajach Europy Północnej, z najwyższą roczną chorobowością około 60 na 100 000 w Szwecji i Islandii. W Stanach Zjednoczonych sarkoidoza występuje częściej u ludzi rasy czarnej niż białej, z roczną chorobowością odpowiednio 35,5 i 10,9 na 100 000. Sarkoidoza występuje rzadziej w Ameryce Południowej, Hiszpanii i Indiach.
Różnice w zapadalności na świecie mogą przynajmniej częściowo wynikać z braku programów przesiewowych w niektórych regionach świata, a także przykryciem objawów choroby przez inne choroby ziarniniakowe, jak np. gruźlicę, które mogą interferować z rozpoznaniem sarkoidozy, jeśli ich obraz jest dominujący.
Mogą także występować różnice w stopniu zaawansowania choroby. Niektóre badania sugerują, że ludzie pochodzenia afrykańskiego mogą chorować na sarkoidozę o poważniejszym przebiegu względem ludzi białych, u których choroba może częściej występować pod postacią bezobjawową.

## Objawy i przebieg

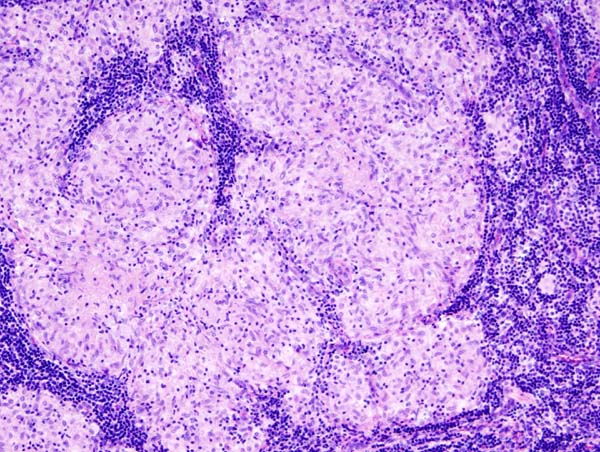
Sarkoidoza w węźle chłonnym, barwienie H-E

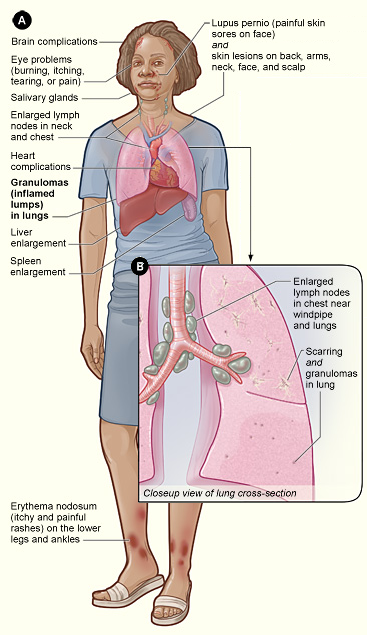
Objawy sarkoidozy (w języku ang)

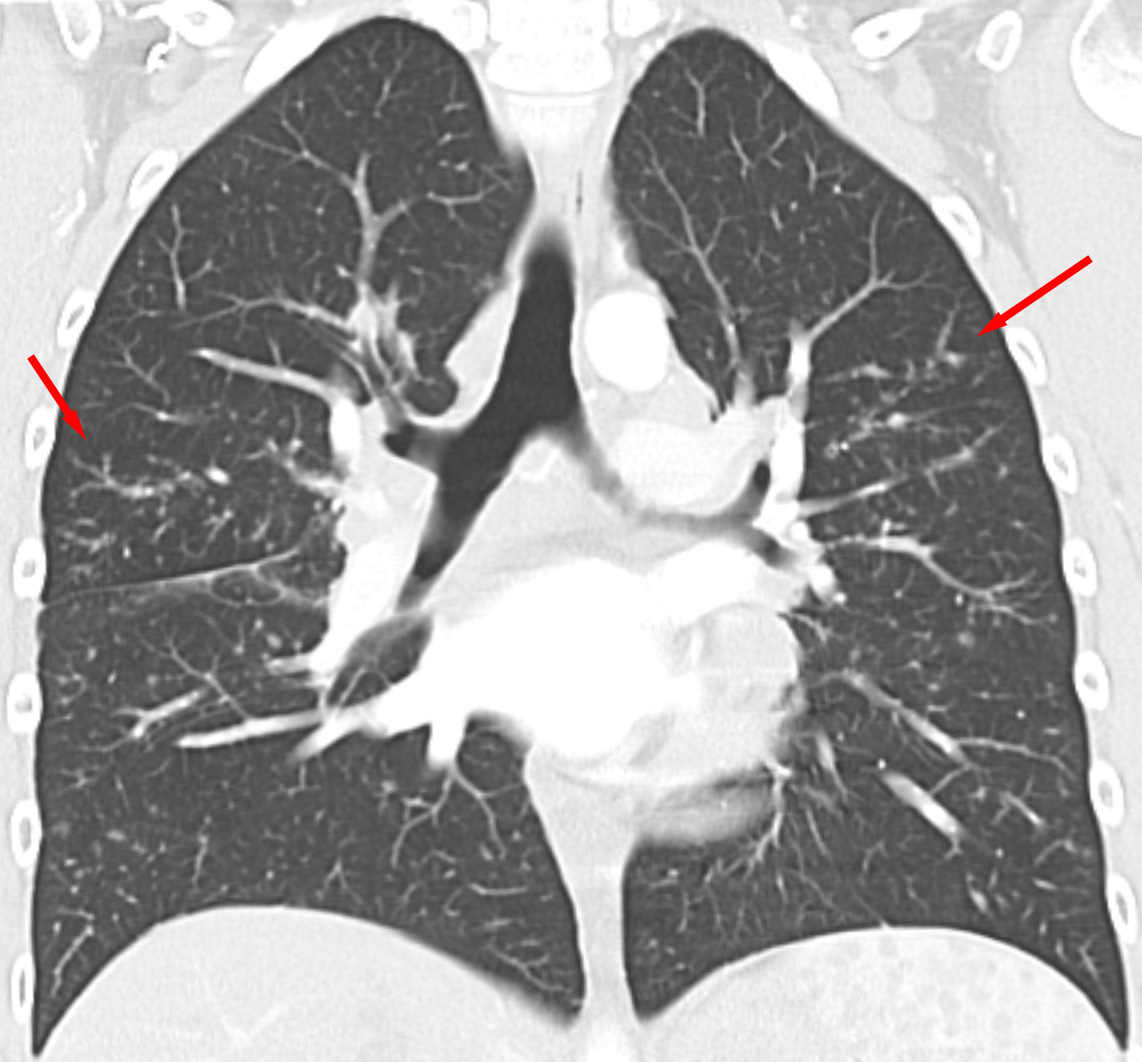
Przekrój czołowy klatki piersiowej w tomografii komputerowej u pacjenta z sarkoidozą w okresie II. Ziarniniaki wskazane strzałkami

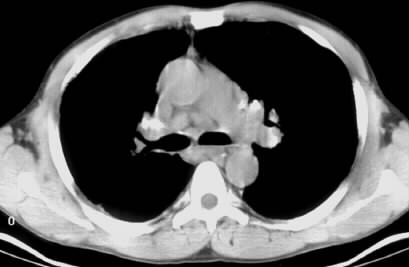
Obraz klatki piersiowej w tomografii komputerowej u 43-letniego pacjenta z sarkoidozą

Sarkoidoza jest chorobą układową i dlatego może dotknąć każdy narząd. Mało specyficzne są najczęstsze objawy choroby, takie jak: zmęczenie, na które nie ma wpływu sen, bóle o różnym natężeniu, suchość oczu, zamazane widzenie, skrócenie oddechu, suchy, ostry kaszel, uszkodzenia skóry.
Objawy skórne są zmienne, mogą mieć charakter zmian guzkowych, guzowatych i naciekowych. Guzki dają dodatni objaw diaskopii, tak jak guzki gruźlicze a ich zejście pozostawia powierzchowną bliznę. Owrzodzenia z reguły nie powstają. Ogniska zmian skórnych szerzą się pełzakowato, ze zmianami czynnymi umiejscowionymi obwodowo. Wyróżniamy kilka odmian sarkoidozy skórnej:
- sarkoid guzowaty, odmiana podskórna (Dariera-Roussy) – ma postać podskórnych guzów niezapalnych, umiejscowionych głównie na kończynach dolnych;
- odmiana naczyniowa (angiolupoid) – ma postać sinawobrunatnych lub czerwonobrunatnych nacieków, najczęściej na skórze nosa, zwłaszcza w miejscu przylegania oprawki okularów; odmiana częstsza u kobiet;
- sarkoid odmrozinowy, odmiana odmrozinowa (lupus pernio) – ma postać zlewnych sinoczerwonych nacieków, głównie na twarzy, uszach i rękach;
- odmiana drobnoguzkowa rozsiana (sarcoidosis miliaris) – dotycząca głównie twarzy;
- odmiana drobnoguzkowa o układzie obrączkowatym (sarcoidosis circinata).

W obrębie układu oddechowego sarkoidoza najczęściej objawia się jako choroba restrykcyjna płuc powodująca spadek ich objętości oraz podatności (zdolności do rozciągania). Pojemność życiowa płuc jest zmniejszona i większa część powietrza może ulec wydmuchnięciu w ciągu pierwszej sekundy (wzrasta FEV1). To oznacza, że stosunek FEV1/FVC również wzrasta.
Połączenie sarkoidu guzowatego, obustronnej wnękowej limfadenopatii i artralgii nosi nazwę zespołu Löfgrena, który ma względnie dobre rokowanie.
Do objawów ocznych należą: zapalenie błony naczyniowej oka (uveitis), tęczówki i ciała rzęskowego (iridocyclitis) oraz siatkówki (retinitis), które mogą być przyczyną utraty ostrości widzenia, a nawet mogą spowodować ślepotę.
Sarkoidoza przebiegająca z zajęciem układu kostnego może powodować torbielowate rozszerzenia kości krótkich dłoni i stóp (tzw. zespół Jünglinga).
Sarkoidoza zajmująca elementy układu nerwowego (ośrodkowego lub obwodowego) nosi nazwę neurosarkoidozy.
Sarkoidoza często zajmuje również układ krążenia (mięsień sercowy) oraz układ moczowy.
Występujące razem: zapalenie przedniej części błony naczyniowej oka, zapalenie ślinianek przyusznych (parotitis), porażenie nerwu twarzowego oraz gorączka noszą nazwę zespołu Heerfordta-Waldenstroma.
Objawem sarkoidozy może być hiperkalcemia (podwyższone stężenie wapnia) i jej następstwa.

## Etiologia i patofizjologia
Wśród możliwych przyczyn sarkoidozy pojawiła się hipoteza ekspozycji na krzemionkę (ditlenek krzemu, SiO2) używaną m.in. jako składnik niektórych leków. Lekarze hiszpańscy, obserwując reakcję organizmu swoich pacjentów na podanie leków hipotensyjnych, postawili hipotezę, że ditlenek krzemu zawarty w tych lekach może powodować szkodliwe reakcje, w tym również ciężkie. Jedynym elementem wspólnym między różnymi podawanymi pacjentom lekami był związek krzemionki (anhydrous colloidal silica) zawarty w tabletkach. Powiązanie z tym komponentem i sarkoidozą zostało zademonstrowane poprzez wystąpienie i zniknięcie symptomów w trzech różnych przypadkach z trzema różnymi lekami. Reakcja ta jest prawdopodobnie spowodowana odpowiedzią immunologiczną i zapalną na krzemionkę na poziomie jelitowym, która spowodowała reakcję ponadnormalną w osobie ewidentnie predysponowanej na sarkoidozę.
Istnieją też doniesienia, że pewne bakterie pozbawione ścian komórkowych mogą być prawdopodobnymi patogenami. Te bakterie nie są wykrywane w standardowych testach laboratoryjnych. Uważało się, że może istnieć czynnik dziedziczny, gdyż niektóre rodziny posiadają licznych członków z sarkoidozą. Do tej pory nie znaleziono jednak żadnego genetycznego znacznika, który mógłby mieć znaczenie i alternatywna hipoteza mówi, że członkowie tej samej rodziny są wystawieni na podobne środowiskowe czynniki chorobotwórcze. Istnieją także doniesienia o przeniesieniu sarkoidozy poprzez transplantowane organy.
Sarkoidoza często powoduje rozregulowanie wytwarzania witaminy D; jej pozanerkowa produkcja może być oznaczona.
Produkcja witaminy D zachodzi więc również poza nerką. Ma to swoje konsekwencje w podwyższonym poziomie 1,25 dihydroksycholekalcyferolu i objawach hiperwitaminozy D, takich jak: zmęczenie, brak siły lub energii, drażliwość, metaliczny smak w ustach, czasowe utraty pamięci lub problemy związane z procesami poznawczymi. Fizjologiczna odpowiedź kompensacyjna (na przykład obniżenie poziomu hormonów przytarczyc) może spowodować, że u pacjenta nie rozwinie się jawna hiperkalcemia.

## Leczenie
Kortykosteroidy były standardowym środkiem w leczeniu przez wiele lat. U niektórych pacjentów takie postępowanie może spowolnić lub odwrócić przebieg choroby. Reszta nie odpowiada zadowalająco na terapie steroidami. Użycie kortykosteroidów w łagodnej postaci choroby jest kontrowersyjne, gdyż nieraz dochodzi do samoistnego ustąpienia choroby bez leczenia. Dodatkowo, kortykosteroidy posiadają rozpoznane efekty uboczne związane zarówno z wielkością dawki jak również czasem trwania terapii, a ich odstawienie wiąże się czasem z nawrotem choroby i pogorszeniem stanu pacjenta.
Poważne objawy leczy się ogólnie steroidami, a później również lekami specyficznymi – lekami przeciwreumatycznymi. Jako że ziarniniaki są spowodowane gromadzeniem się komórek układu odpornościowego, szczególnie limfocytów T, były doniesienia o sukcesach przy leczeniu za pomocą leków immunosupresyjnych, inhibitorów interleukiny 2 lub anty-TNF (tzw. leki biologiczne). Żadne z tych postępowań nie przyniosło wiarygodnych wskazań co do sposobu leczenia i przy ich okazji może dojść do wystąpienia znaczących efektów ubocznych, takich jak zwiększenie ryzyka reaktywacji latentnej gruźlicy.
Unikanie promieniowania słonecznego, a także żywności zawierającej witaminę D jest konieczne u pacjentów, którzy są podatni na rozwinięcie hiperkalcemii, gdyż pomoże to u nich złagodzić objawy.
Są doniesienia, że antybiotykoterapia okazała się efektywna w przypadku postaci płucnej i skórnej sarkoidozy, a także w przypadku zajęcia węzłów chłonnych, ale nie jest to obecnie podstawowy element terapii.

## Klasyfikacja ICD10
| kod ICD10     | nazwa choroby                                                   |
| ------------- | --------------------------------------------------------------- |
| ICD-10: D86   | Sarkoidoza                                                      |
| ICD-10: D86.0 | Sarkoidoza płucna                                               |
| ICD-10: D86.1 | Sarkoidoza węzłów chłonnych                                     |
| ICD-10: D86.2 | Sarkoidoza płucna współistniejąca z sarkoidozą węzłów chłonnych |
| ICD-10: D86.3 | Sarkoidoza skórna                                               |
| ICD-10: D86.8 | Sarkoidoza innych narządów oraz wielonarządowa                  |
| ICD-10: D86.9 | Nieokreślona sarkoidoza                                         |

## Sarkoidoza u zwierząt
Sarkoidoza występuje również u koni (Equine sarcoidosis; polskie nazwy: sarkoidoza koni, idiopatyczna choroba ziarniniakowa koni, uogólniona choroba ziarniniakowa koni, układowa choroba ziarniniakowa koni, choroba histiocytarna koni czy histiocytiocytarne zapalenie skóry u koni) i bydła. Często nazwa „sarkoidoza u koni” stosowana jest błędnie dla całkowicie odmiennej jednostko chorobowej, sarkoidów u koni.